# Conan (revista em quadrinhos)
Conan, o bárbaro, é um personagem de literatura fantástica criado por Robert E. Howard. A primeira adaptação para os quadrinhos foi produzida no México em 1952. A Marvel Comics iniciou a publicação em 1970, e de 2003 a 2018, os quadrinhos de Conan foram publicados pela Dark Horse Comics.
O personagem voltará a ser publicado pela Marvel Comics em 2019.

## La reina de la Costa Negra
A primeira quadrinização de uma história de Conan foi La reina de la Costa Negra (tirado da história original de Conan, "Queen of the Black Coast") na revista mexicana no formato de bolso Cuentos de Abuelito #8 publicada pela Corporación Editorial Mexicana, SA. A série apresenta os personagens principais, Conan e Bêlit, embora Conan é retratado com com cabelos loiros em vez de cabelos negros. As edições 8 a 12 adaptaram a história original de Howard, enquanto as edições subsequentes apresentaram material original. A série foi publicada em quase todas as edições de Cuentos de Abuelito até o número 61. "Uma série independente de La reina da série Costa Negra foi publicada pela Ediciones Mexicanas Asocidas de 1958 a 1959 que durou pelo menos onze edições. Entre 1965 e 1966, a Ediciones Joma publicou uma revista de La reina da Costa Negra que teve pelo menos 53 edições.

## Marvel Comics
Marvel Comics apresentou Conan como herói de quadrinhos em 1970, na revista Conan the Barbarian. O inesperado e grande sucesso da revista levou a que fosse lançado Savage Sword of Conan (Espada selvagem de Conan) em 1974. Com temas e desenhos mais adultos e publicada em formato magazine (formato maior que os quadrinhos tradicionais, chamado de "formato norte-americano") e em preto e branco para não se submeter as regras do Comics Code Authority, era escrita por Roy Thomas e na maioria das edições trazia os desenhos de John Buscema ou Alfredo Alcala.
Nessa época Conan apareceu também em tira de jornal, de 4 de setembro de 1978 a 12 de abril de 1981. As tiras eram escritas e desenhadas inicialmente por Roy Thomas e John Buscema e depois seria continuada por inúmeros artistas da Marvel.
Outros títulos de Conan eram:  Savage Tales (1971 – 1975, cinco edições), Giant-Size Conan (1974–1975), King Conan/Conan the King (1980–1989, lançada no Brasil como "Conan Rei"), Conan the Adventurer (1994 – 1995, lançado no Brasil em 1995 como Conan, o Aventureiro), Conan (1995 – 1996) e Conan the Savage (1995 – 1996).
No início de 2018, a editora anunciou que recuperou a licença para publicar os quadrinhos do personagem, após quinze anos. A primeira revista anunciada, Conan the Barbarian, será escrita por Jason Aaron e terá arte de Mahmud Asrar com cores de Matthew Wilson. O lançamento foi anunciado para janeiro de 2019. Durante a New York Comic-con, a editora divulgou mais uma publicação: Savage Sword of Conan, com roteiros de Gerry Duggan e arte de Ron Garney com cores de Richard Isanove.

## Dark Horse
A editora norte-americana Dark Horse Comics começou a pubicar os quadrinhos de Conan em 2003.
A primeira série "Conan" foi escrita por Kurt Busiek, com desenhos de Tim Truman e Cary Nord. Foi seguida de uma segunda série, "Conan the Cimmerian". Essas séries são uma adaptação livre, vagamente baseada nos trabalhos de Robert E. Howard e na cronologia de Dale Rippke, sem conexão com a maior parte das histórias da Marvel.
Dark Horse Comics publicou compilações coloridas digitalmente das histórias da Marvel Comics dos anos de 1970, da revista Conan the Barbarian, no formato de graphic novel. Além dos roteiros de Roy Thomas, a coletânea inclui os desenhos de Barry Windsor-Smith, John Buscema, Ernie Chan e outros.

### Equipe de criação
- Kurt Busiek (autor 2003–2006) e Cary Nord (desenhista 2003+)
- Tim Truman (autor 2006+) e Cary Nord (desenhista 2003+)

### Prêmios
- 2004 Prêmio Will Eisner

Melhor revista em quadrinhos: Conan #0: The Legend
- 2004 Prêmio Eagle

Melhor lançamento: Conan

## Glénat
Em 2018, como o personagem entrando em domínio público na Europa, a Glénat anunciou que irá publicar graphic novels adaptando os contos de Robert E. Howard.
- Conan le Cimmérien
  1. La Reine de la Côte noire (2018)
  2. Le Colosse noir (2018)
  3. Au-delà de la rivière Noire (2018)
  4. La Fille du Géant du Gel (2018)
  5. La Citadelle écarlate (2019)
  6. Chimères de fer dans la clarté lunaire (2019)
  7. Les Clous rouges (2019)
  8. Le Peuple du cercle noir (2019)
  9. Les Mangeurs d'hommes de Zamboula (2020)
  10. La Maison aux trois bandits (2020)
  11. Le dieu dans le sarcophage (2020)
  12. Xuthal la Crépusculaire (2021)

## Weird Book
Também se aproveitando do fato do personagem estar em domínio público, o coletivo italiano Leviathan Labs anunciou que em 2019, publicará sua versão de Conan pela editora italiana Weird Book.

## DQómics
Na Itália, o  coletivo italiano Leviathan Labs publicou uma versão pela editora Weird Book.

## Títulos

### Revistas
| Títulos                   | Editora    | Revista | Período   |
| ------------------------- | ---------- | ------- | --------- |
| Conan the Barbarian       | Marvel     | #1–275  | 1970–1993 |
| Savage Tales              | Marvel     | #1–5    | 1971–1975 |
| Savage Sword of Conan     | Marvel     | #1–235  | 1974–1995 |
| Giant-Size Conan          | Marvel     | #1–5    | 1974–1975 |
| King Conan/Conan the King | Marvel     | #1–55   | 1980–1989 |
| Conan the Adventurer      | Marvel     | #1–14   | 1994–1995 |
| Conan the Savage          | Marvel     | #1–10   | 1995–1996 |
| Conan                     | Marvel     | #1–11   | 1995–1996 |
| Conan                     | Dark Horse | #0–50   | 2003–2008 |
| Conan the Cimmerian       | Dark Horse | #0–25   | 2008–2010 |
| Conan: Road of Kings      | Dark Horse | #1–12   | 2010–2012 |
| Conan the Barbarian       | Dark Horse | #1–25   | 2012–2014 |
| Conan the Avenger         | Dark Horse | #1–25   | 2014–2016 |
| Conan the Slayer          | Dark Horse | #1–12   | 2016–2017 |

### Anuais
| Títulos                          | Editora | Números | Ano       |
| -------------------------------- | ------- | ------- | --------- |
| Conan the Barbarian Annual       | Marvel  | #1–12   | 1973–1989 |
| The Savage Sword of Conan Annual | Marvel  | #1      | 1975      |

- Tiras (4 de setembro de 1978 - 12 de abril de 1981)

### Minisséries
| Título                                    | Editora    | Números | Datas     | Notas                                    |
| ----------------------------------------- | ---------- | ------- | --------- | ---------------------------------------- |
| Conan the Barbarian Movie Special         | Marvel     | #1–2    | 1982      | Adaptação do filme de 1982 de mesmo nome |
| Conan the Destroyer                       | Marvel     | #1–2    | 1985      | Adaptação do filme de 1985 de mesmo nome |
| Conan and the Stalker of the Woods        | Marvel     | #1–3    | 1997      |                                          |
| Conan the Barbarian–The Usurper           | Marvel     | #1–3    | 1997–1998 |                                          |
| Conan the Barbarian–River of Blood        | Marvel     | #1–3    | 1998      |                                          |
| Conan the Barbarian–The Lord of Spiders   | Marvel     | #1–3    | 1998      |                                          |
| Conan the Barbarian–Return of Styrm       | Marvel     | #1–3    | 1998      |                                          |
| Conan the Barbarian–Scarlet Sword         | Marvel     | #1–3    | 1998–1999 |                                          |
| Conan the Barbarian–Death Covered in Gold | Marvel     | #1–3    | 1999      |                                          |
| Conan the Barbarian–Flame and the Fiend   | Marvel     | #1–3    | 2000      |                                          |
| Conan and the Jewels of Gwahlur           | Dark Horse | #1–3    | 2005      |                                          |
| Conan and the Demons of Khitai            | Dark Horse | #1–4    | 2005–2006 | ‡                                        |
| Conan and the Songs of the Dead           | Dark Horse | #1–5    | 2006      |                                          |
| Conan: Book of Thoth                      | Dark Horse | #1–4    | 2006      |                                          |
| Conan and the Midnight God                | Dark Horse | #1–5    | 2006–2007 |                                          |
| King Conan: The Scarlet Citadel           | Dark Horse | #1–4    | 2011      |                                          |
| Conan: Island of No Return                | Dark Horse | #1–2    | 2011      |                                          |
| King Conan: The Phoenix on the Sword      | Dark Horse | #1–4    | 2012      |                                          |
| King Conan: The Hour of the Dragon        | Dark Horse | #1–6    | 2013      |                                          |
| Conan and the People of the Black Circle  | Dark Horse | #1–4    | 2013–2014 |                                          |
| King Conan: The Conqueror                 | Dark Horse | #1–6    | 2014      |                                          |
| Groo vs. Conan                            | Dark Horse | #1–4    | 2014      |                                          |
| Conan / Red Sonja                         | Dark Horse | #1–4    | 2015      | Crossover com Dynamite Entertainment     |
| Red Sonja / Conan                         | Dynamite   | #1–4    | 2015      | Crossover com Dark Horse Comics          |
| King Conan: Wolves Beyond the Border      | Dark Horse | #1–4    | 2015–2016 |                                          |
| Wonder Woman - Conan                      | DC Comics  | #1–6    | 2017-2018 | Crossover DC Comics/Dark Horse Comics    |

### Outras séries
| Título                          | Editora    | Números | Data      | Notas                                                                                              |
| ------------------------------- | ---------- | ------- | --------- | -------------------------------------------------------------------------------------------------- |
| Robert E. Howard's Savage Sword | Dark Horse | #1 – 10 | 2010–2015 | Cada edição tem pelo menos uma história de Conan junto com outros personagens de Robert E. Howard. |

### Graphic novels
| Título                     | Editora | Data | Notas |
| -------------------------- | ------- | ---- | ----- |
| The Witch Queen of Acheron | Marvel  | 1985 |       |
| Conan the Reaver           | Marvel  | 1987 |       |
| Marvel                     | 1988    |      |       |
| The Skull of Set           | Marvel  | 1989 |       |
| The Horn of Azoth          | Marvel  | 1990 |       |
| Conan the Rogue            | Marvel  | 1991 |       |
| The Ravagers Out of Time   | Marvel  | 1992 |       |

### Diversos
| Título                                                                  | Editora    | Números  | Datas | Notas |
| ----------------------------------------------------------------------- | ---------- | -------- | ----- | --- |
| Chamber of Darkness                                                     | Marvel     | #4       | 1970  | Um conto de Conan como Starr the Slayer antes da Marvel ter os direitos de Conan                                                                                 |
| Marvel Comics Index: Conan the Barbarian                                | Marvel     | #2       | 1976  | |
| Marvel Feature Presents: Red Sonja                                      | Marvel     | #6       | 1976  | Historia relacionada paralela em Conan the Barbarian # 66 e continuaeq em Conan the Barbarian # 67                                                               |
| Marvel Feature Presents: Red Sonja                                      | Marvel     | #7       | 1976  | Continuação de Conan the Barbarian #67 Concluída em Conan the Barbarian #68                                                                                      |
| A Marvel Comics Super Special – The Savage Sword of Conan               | Marvel     | #2       | 1977  | |
| A Marvel Comics Super Special – The Savage Sword of Conan               | Marvel     | #9       | 1978  | |
| What If: What if Conan the Barbarian Walked the Earth Today?            | Marvel     | #13      | 1979  | |
| A Marvel Comics Super Special – Conan the Barbarian Movie Adaptation    | Marvel     | #21      | 1982  | Republicação da minissérie mas no formato grande da revista Savage Sword                                                                                         |
| What If: What if Thor Battled Conan the Barbarian?                      | Marvel     | #39      | 1983  | |
| A Marvel Comics Super Special – Conan the Destroyer Movie Adaptation    | Marvel     | #35      | 1984  | Republicação da minissérie mas no formato grande da revista Savage Sword                                                                                         |
| What If: What if Conan the Barbarian were Stranded in the 20th Century? | Marvel     | #43      | 1985  | |
| The Official Handbook of the Conan Universe                             | Marvel     | #1       | 1986  | |
| What If (2nd Series): What if Wolverine Battled Conan the Barbarian?    | Marvel     | #16      | 1989  | |
| Conan vs. Rune                                                          | Marvel     | –        | 1995  | |
| Conan the Cruel                                                         | SQP        | –        | 1996  | Collection of Conan art from numerous artists |
| Conan and the Daughters of Midora                                       | Dark Horse | One-Shot | 2004  | |
| Age of Conan Hyborian Adventures Funcom Special                         | Dark Horse | –        | 2006  | Edição encadernada especial de colecionador originalmente lançado com uma edição da revista Game Pro                                                             |
| Conan – The Ultimate Guide to the World's Most Savage Barbarian         | Dark Horse | –        | 2007  | Capa dura |
| Conan the Phenomenon                                                    | Dark Horse | –        | 2007  | Capa dura |
| Conan: The Weight of the Crown                                          | Dark Horse | One-Shot | 2010  | |
| Conan – The Newspaper Strips, Vol. 1                                    | Dark Horse | –        | 2010  | Edição encadernada das tiras de jornal |
| Conan the Barbarian: The Mask of Acheron                                | Dark Horse | One-Shot | 2011  | Adaptação do filme de 2011 |
| Conan: The Phantoms of the Black Coast TPB                              | Dark Horse | TPB      | 2014  | Edição encadernada de Conan: The Phantoms of the Black Coast #1–5 quadrinhos especiais enviados para assinantes de quadrinhos digitais e não vendidos no mercado |
| Dark Horse Presents: Conan the Swamp King                               | Dark Horse | #21      | 2016  | |

### Republicações
| Título                                          | Editora | Números         | Datas                                  | Notas |
| ----------------------------------------------- | ------- | --------------- | -------------------------------------- | --- |
| Conan Saga                                      | Marvel  | #1–97           | 1987–1995                              | Todas as histórias de Savage Sword of Conan e Conan the Barbarian em formato grande e no formato magazine de Savage Sword of Conan |
| Conan Classic                                   | Marvel  | #1–11           | 1994–1995                              | Reprints Conan the Barbarian #1–11                                                                                                 |
| Marvel Treasury Edition                         | Marvel  | #4, 15, 19 e 23 | 1975–1979                              | Republicações coloridas em formato tabloide (ou "treasury")                                                                        |
| Conan the Barbarian Special Edition – Red Nails | Marvel  | 1983            | Color reprints of Savage Tales #2 & #3 | |
| Essential Conan                                 | Marvel  | Vol. 1          | 2000                                   | Ediçãoi encadernada de Conan the Barbarian #1–25 na coleção Essential Marvel (530 páginas, preto e branco)                         |

- Robert E Howard's Conan: The Frost Giant's Daughter

### Adaptações
- Collected in Conan Volume 6: The Hand of Nergal.

| História                                         | Editora    | Série                 | Revistas    | Notas |
| The Frost Giant's Daughter                       | Marvel     | Conan the Barbarian   | #16         | - Coletânea em - Conan The Barbarian Volume 4. - The Chronicles of Conan Volume 2: Rogues in the House and Other Stories.                           |
| The Frost Giant's Daughter                       | Marvel     | Savage Sword of Conan | #1          | - Coletânea em The Savage Sword of Conan Volume 3.                                                                                                  |
| The Frost Giant's Daughter                       | Dark Horse | Conan                 | #2          | - Republicado em Robert E. Howard's Conan: The Frost Giant's Daughter. - Coletânea em Conan Volume 1: The Frost Giant's Daughter and Other Stories. |
| The God in the Bowl                              | Marvel     | Conan the Barbarian   | #7          | - Coletânea em The Chronicles of Conan Volume 1: The Tower of the Elephant and Other Stories                                                        |
| The God in the Bowl                              | Dark Horse | Conan                 | #10 & #11.  | - Coletânea em Conan Volume 2: The God in the Bowl And Other Stories.                                                                               |
| The Tower of the Elephant                        | Dark Horse | Conan                 | #20 - #22.  | |
| The Hall of the Dead                             | Dark Horse | Conan                 | #29 - 31.   | |
| Rogues in the House                              | Dark Horse | Conan                 | #41 - 44.   | |
| The Hand of Nergal                               | Dark Horse | Conan                 | #47 - 50.   | |
| Shadows in Zamboula (The Man-Eaters of Zamboula) | Marvel     | Savage Sword of Conan | #14         | |
| The Black Stranger                               | Marvel     | Savage Sword of Conan | #47 – #48   | |
| The Vale of Lost Women                           | Marvel     | Conan the Barbarian   | #104        | |
| The Snout in the Dark                            | Marvel     | Conan the Barbarian   | #106 – #107 | |
| Drums of Tombalku                                | Marvel     | Conan the Barbarian   | #204        | |
| Wolves Beyond the Border                         | Marvel     | Savage Sword of Conan | #59         | |

## No Brasil
O personagem Conan estreou no Brasil trazido pela Minami & Cunha Editores (M&C Editores). No ano seguinte foi publicado por duas editoras:  Roval (que também publicava Kull, chamado de Koll, O Conquistador) e Graúna (que não possuia licença da Marvel e o publicou assim mesmo sob o nome de Hartan, O Selvagem), com uma única edição. Em 1976 passou a ser publicado pela Editora Bloch, mas se tornaria também um grande sucesso no país quando passou para a Editora Abril na década de 1980. A partir daí foram lançadas várias revistas com o herói, principalmente "A Espada Selvagem de Conan", versão da cultuada revista americana, publicada em tamanho grande e com histórias adultas em preto e branco. As primeiras publicações foram na revista "mix" Superaventuras Marvel, em formatinho e colorida.
A Espada Selvagem de Conan da Editora Abril teve exemplares lançados até dezembro de 2001.
Em fevereiro de 2002, "Conan, O Bárbaro" começou a ser publicada pela Mythos Editora.
Em março de 2002, a Mythos acusou a Editora Opera Graphica de plagiar Conan quando a mesma lançou Brakan - O Bárbaro Vingador de Mozart Couto. O editor Franco de Rosa da Opera Graphica afirmou que o personagem era uma homenagem ao cimério e disse que possuía autorização da Conan Properties para publicá-lo no formato de tiras.
O personagem Brakan foi criado para ser publicado pela Press Editorial em 1986. Mozart Couto chegou a apresentar a história para a Editora Abril na intenção de incluí-la na revista "A Espada Selvagem de Conan".
Em junho de 2010, "Conan, o Bárbaro" foi cancelada no número 76. O editor Fernando Bertacchini disse que, apesar do cancelamento do título, arcos de histórias de Conan seriam publicadas em edições encadernadas.
Em 2017, a Salvat lançou no mercado um teste de uma coleção de edições encadernadas de Conan, seguindo o exemplo da Coleção Oficial de Graphic Novels da Marvel. A coleção estava prevista pra 2018, contudo, só foi lançada em 2019, dessa vez em parceria com a Panini Comics, que assumiu o título publicado pela Marvel após essa conseguir a licença em 2018.

### Revistas que publicaram HQs de Conan no Brasil
- Conan, O Bárbaro 1 ao 3 (Editora Minami e Cunha 1972).
- Conan, O Bárbaro/Selvagem 1 ao 3 (Editora Roval 1973).
- Hartan, O Selvagem, única edição (Editora Graúna 1973) lançamento pirata sem pagamentos de direitos para Marvel, por isso o nome de Hartan.
- Conan, O Bárbaro  - 1 ao 6 (Editora Bloch 1976).

Editora Abril - Lançou centenas de publicações de 1982 a 2002 dentre as principais estão:
- A Espada Selvagem de Conan 1 a 205 (republicada do 1 ao 57),
- Conan, O Bárbaro 1 a 59,
- Conan Especial 1 a 5,
- Conan Rei 1 a 24 e Rei Conan 1 a 8,
- Conan Saga 1 a 17,
- Conan em Cores 1 a 13 (sendo o nº13 Rei Kull),
- Conan, O Aventureiro 1 a 5,
- Quadrinizações dos filmes "Conan, o Bárbaro" e "Conan, o Destruidor",
- Almanaque de Conan 1 a 3,
- Conan VS Rúnico,
- Graphic Marvel 12 e 15,
- Revista Poster 2

Além dos lançamentos regulares, a Abril lançou dezenas de histórias do cimério em outras publicações como:
- Heróis da TV 36 a 41, 43, 45, 47, 49, 51, 54, 56, 59, 62, 65 e 67,
- Superaventuras Marvel 1 a 5, 8, 11 e 13,
- Capitão América 42 e 130,
- Almanaque Conan o Bárbaro 1 (Quadrinização do filme Conan, o Bárbaro), 2 e 3,
- Conan, o Destruidor, que como o próprio nome diz, é a quadrinização do filme homônimo,
- Grandes Heróis Marvel 05 e 39.

Atualmente Conan é publicado no Brasil pela editora Mythos em "Conan, o Bárbaro", formato magazine semelhante à extinta Espada Selvagem de Conan, publicou "Conan, o Cimério" entre os número 1 e 50, além de especiais e mini-séries, como:
- Os Demônios de Kithai 1 a 4,
- As Filhas de Midora,
- As Jóias de Gwahlur,
- Conan, o Cimério Volume 1 (republicação das primeiras histórias de "Conan, o Cimério"),
- A Cidadela dos Condenados,
- Os Hinos dos Mortos 1 a 5.

Panini Comics - Após a Marvel readiquirir a licença do personagem e lançar duas novas séries. A Panini, que publica os quadrinhos oficiais da Marvel e DC, passou a publicar as hqs mensais de Conan a partir de Setembro de 2019, essas são:
- Conan, o Bárbaro (#1-atualmente)
- A Espada Selvagem de Conan (#1-atualmente)